# Gerhard Hämmerling
Gerhard Hämmerling, Pseudonym Charles Gerard (* 28. Juli 1926 in Berlin; † 16. Mai 2006 ebenda) war ein deutscher Musikverleger und -produzent, Manager und Liedermacher.

## Leben
Hämmerling besuchte Schulen in Berlin und im Elsass. Anfang der 1950er Jahre arbeitete er als Steward bei der Deutschen Lufthansa im Interkontinentalverkehr. Nach einem Volontariat beim Musikverlag Hill & Range in New York wurde er Ende der 1950er Mitarbeiter der Musikverlage Peter Schaeffers in Berlin. Auf Empfehlung von Fritz Schulz-Reichel („Der schräge Otto“) trat er in die Meisel Musikverlage ein. Später gründete er mit Peter Meisel den „Nero Musikverlag Gerhard Hämmerling oHG“.
Bei einem Talentwettbewerb entdeckte Hämmerling Drafi Deutscher, dessen Förderer und Manager er wurde. Außerdem managte er auch Mireille Mathieu, mit der er gemeinsam ihre deutschen Texte bis zur Gesangsreife entwickelte. Dabei arbeitete er eng mit Christian Bruhn zusammen, dem Komponisten fast aller Mireille-Mathieu-Titel. Für weitere Schlager wie „Komm an meine grüne Seite“, „Immer locker übern Hocker“ oder „Hawaiiana Melodie“ schrieb er Texte unter dem Pseudonym Charles Gerard.
Hämmerling vermittelte auch Westkünstler an das Fernsehen der DDR in Ost-Berlin, so beispielsweise Mireille Mathieu.

## Werke (Auswahl)
Produktionen für Mireille Mathieu 
- 1969–1974: Das Wunder aller Wunder ist die Liebe – Hinter den Kulissen von Paris – Martin – Tarata-Ting, Tarata-Tong – An einem Sonntag in Avignon – Au revoir mon amour – Es geht mir gut, Chéri – Ganz Paris ist ein Theater – Akropolis adieu – Der Pariser Tango – Der Sommer kommt wieder – Aber dich vergeß’ ich nie – Hans im Glück – La Paloma ade – Mein letzter Tanz

Produktionen als „Charles Gerard“
- 1962: Gaby King – Mein Traumkavalier
- 1963: Fredy Brock – Ich schaff mir keine Braut mehr an
- 1964: Ulla Norden – Die große Liebe kam über Nacht – Vier weisse Segel
- 1964: The Chicks – I like Jimmy
- 1964: Die Krakowiaks – Lass dich bitte mal von vorn anseh’n
- 1967: Gerhard Wendland – Denke nicht an mich (Non pensare a me)
- 1968: Suzanne Doucet – Schenk’ mir einen Tag mit viel Amore
- 1969: Renate und Werner Leismann – Komm an meine grüne Seite
- 1979: Detlev – Immer locker über’n Hocker